# Draft de la NBA de 1950
El Draft de la NBA de 1950 fue el cuarto draft de la National Basketball Association (NBA). Este es el primer draft desde que la Basketball Association of America (BAA) fue renombrada a NBA. El draft se celebró el 25 de abril de 1950 antes del comienzo de la temporada 1950-51. 
En este draft, once equipos de la NBA seleccionaron a jugadores amateurs del baloncesto universitario. En cada ronda, los equipos seleccionaron en orden inverso al registro de victiorias-derrotas en la temporada anterior. Chicago Stags participó en el draft pero desapareció antes de que diese comienzo la temporada regular. El draft consistió de doce rondas y 121 jugadores fueron seleccionados. 

## Selecciones y notas del draft
Chuck Share, de la Universidad de Bowling Green State, fue seleccionado en la primera posición por Boston Celtics. Paul Arizin, de la Universidad de Villanova, fue escogido antes del draft como elección territorial de Philadelphia Warriors. La sexta elección, Irwin Dambrot, no jugó en la NBA y optó por trabajar de dentista. Cuatro jugadores de este draft, Paul Arizin, Bob Cousy, George Yardley y Bill Sharman, fueron incluidos posteriormente en el Basketball Hall of Fame.
Chuck Cooper, la duodécima elección, y Earl Lloyd, la centésima elección, se convirtieron en los primeros afroamericanos en ser seleccionados en el Draft de la NBA. Lloyd fue el primer afroamericano en jugar en la NBA el 31 de octubre de 1950, un día antes del debut de Cooper.

## Leyenda
|  | Denota jugador miembro del Basketball Hall of Fame                                                 |
|  | Denota jugador que ha sido seleccionado al menos en un All-Star Game y un Mejor Quinteto de la NBA |
|  | Denota jugador que nunca ha jugado en la NBA                                                       |

## Draft

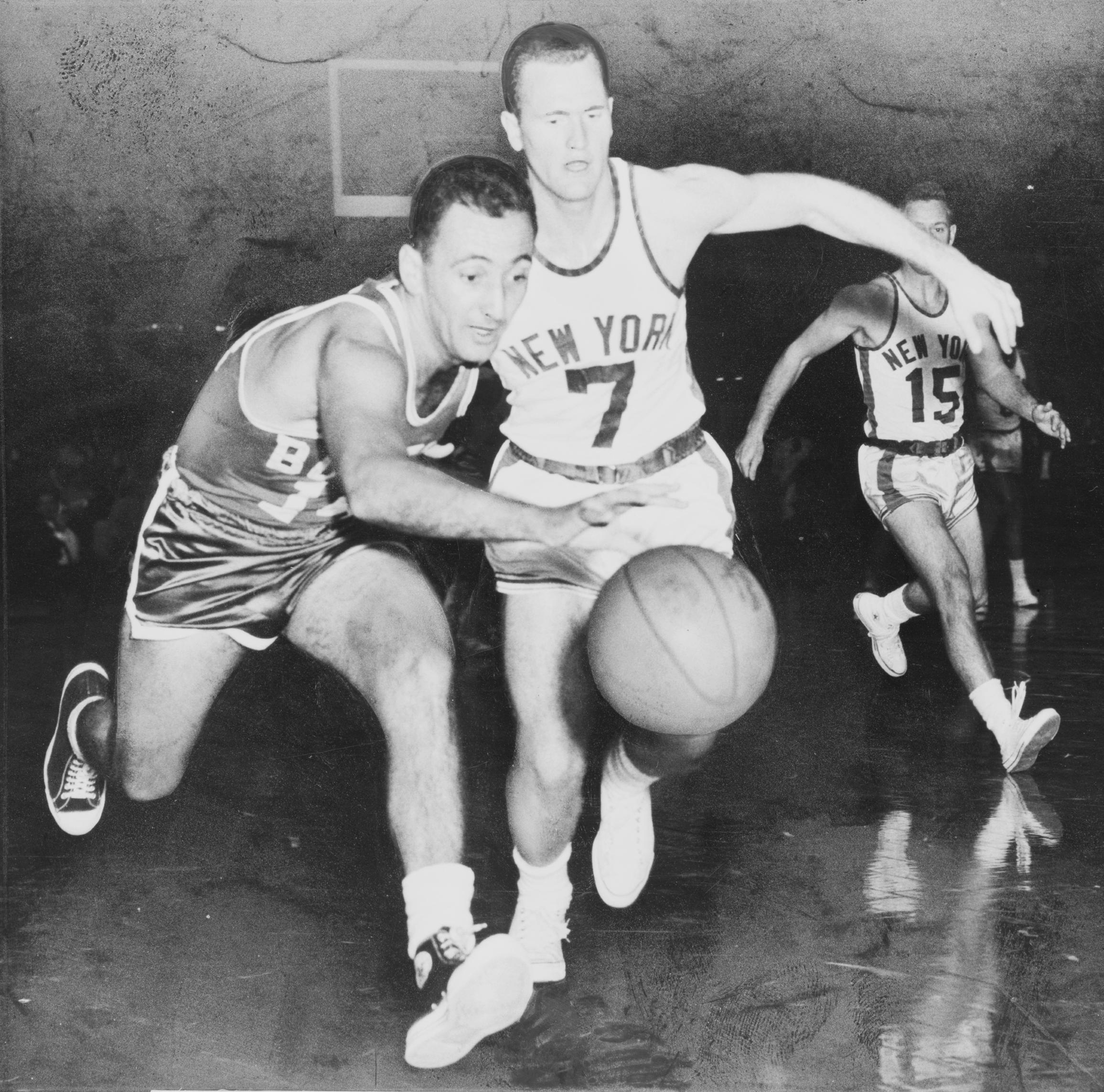
Bob Cousy (izq.) fue seleccionado en la 3ª posición por Tri-Cities Blackhawks.

| Ronda | Pick | Jugador          | Posición | Nacionalidad   | Equipo                 | Universidad      |
| ----- | ---- | ---------------- | -------- | -------------- | ---------------------- | ---------------- |
| T     | –    | Paul Arizin      | G/F      | Estados Unidos | Philadelphia Warriors  | Villanova        |
| 1     | 1    | Chuck Share      | C        | Estados Unidos | Boston Celtics         | Bowling Green    |
| 1     | 2    | Don Rehfeldt     | F        | Estados Unidos | Baltimore Bullets      | Wisconsin        |
| 1     | 3    | Bob Cousy        | G        | Estados Unidos | Tri-Cities Blackhawks  | Holy Cross       |
| 1     | 4    | Dick Schnittker  | F        | Estados Unidos | Washington Capitols    | Ohio State       |
| 1     | 5    | Larry Foust      | F/C      | Estados Unidos | Chicago Stags          | La Salle         |
| 1     | 6    | Irwin Dambrot    | F        | Estados Unidos | New York Knicks        | CCNY             |
| 1     | 7    | George Yardley   | G/F      | Estados Unidos | Fort Wayne Pistons     | Stanford         |
| 1     | 8    | Bob Lavoy        | F/C      | Estados Unidos | Indianapolis Olympians | Western Kentucky |
| 1     | 9    | Joe McNamee      | F/C      | Estados Unidos | Rochester Royals       | San Francisco    |
| 1     | 10   | Kevin O'Shea     | G        | Estados Unidos | Minneapolis Lakers     | Notre Dame       |
| 1     | 11   | Don Lofgran      | F/C      | Estados Unidos | Syracuse Nationals     | San Francisco    |
| 2     | 12   | Chuck Cooper     | F        | Estados Unidos | Boston Celtics         | Duquesne         |
| 2     | 13   | John Pilch       | F        | Estados Unidos | Baltimore Bullets      | Wyoming          |
| 2     | 14   | Ed Dahler        | F        | Estados Unidos | Philadelphia Warriors  | Duquesne         |
| 2     | 15   | Ed Gayda         | G/F      | Estados Unidos | Tri-Cities Blackhawks  | Washington State |
| 2     | 16   | Bill Sharman     | G        | Estados Unidos | Washington Capitols    | USC              |
| 2     | 17   | Wally Osterkorn  | F/C      | Estados Unidos | Chicago Stags          | Illinois         |
| 2     | 18   | Herb Scherer     | C        | Estados Unidos | New York Knicks        | Long Island      |
| 2     | 19   | Jim Riffey       | F        | Estados Unidos | Fort Wayne Pistons     | Tulane           |
| 2     | 20   | Paul Unruh       | F        | Estados Unidos | Indianapolis Olympians | Bradley          |
| 2     | 21   | George Stanich   | G/F      | Estados Unidos | Rochester Royals       | UCLA             |
| 2     | 22   | Hal Haskins      | G/F      | Estados Unidos | Minneapolis Lakers     | Hamline          |
| 2     | 23   | Gerald Calabrese | G        | Estados Unidos | Syracuse Nationals     | St. John's       |

## Otras elecciones

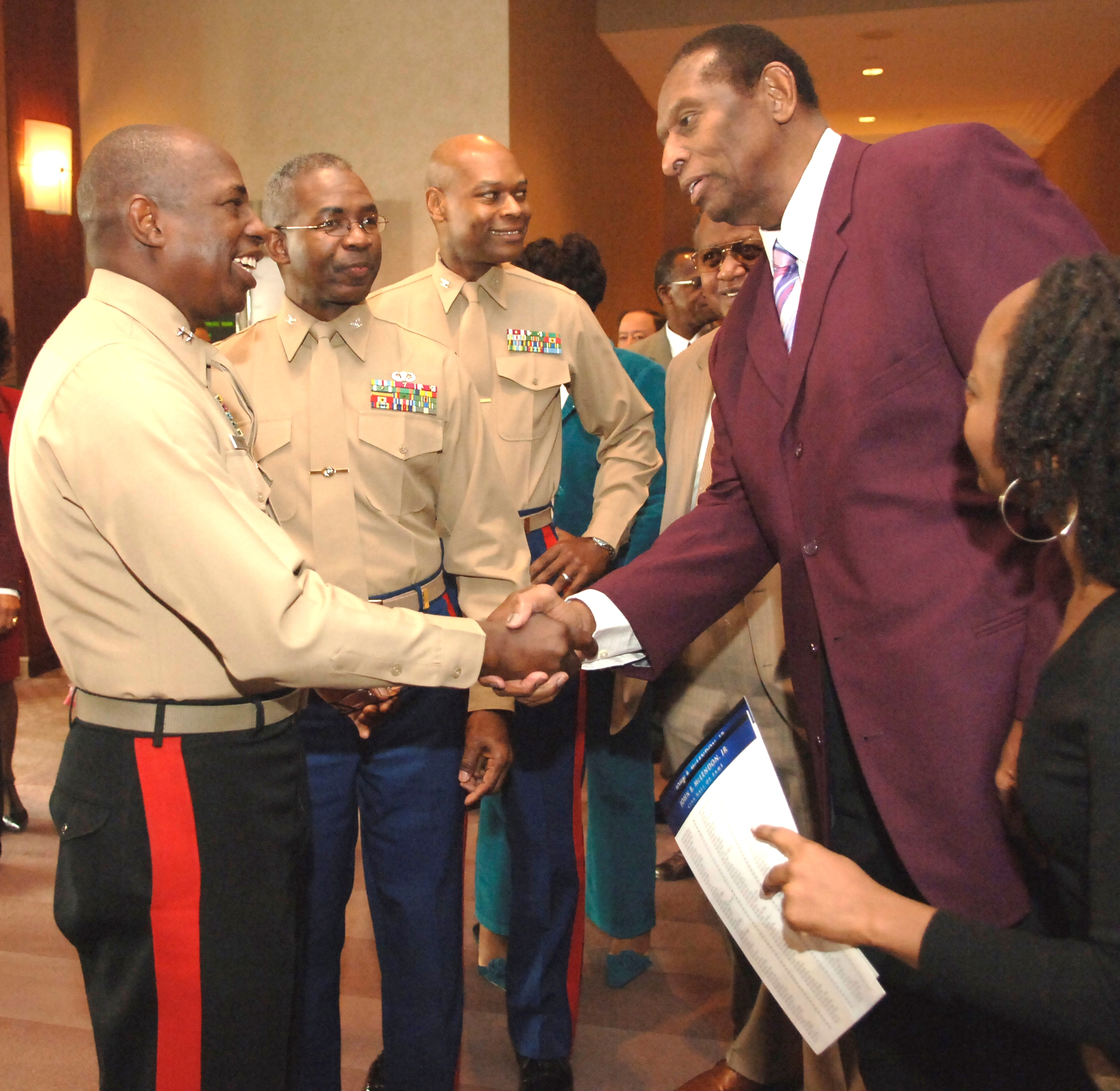
Earl Lloyd (der.) fue seleccionado en la 100.ª posición.

La siguiente lista incluye otras elecciones de draft que han aparecido en al menos un partido de la NBA.
| Ronda | Pick | Jugador         | Posición | Nacionalidad   | Equipo                 | Universidad         |
| ----- | ---- | --------------- | -------- | -------------- | ---------------------- | ------------------- |
| 3     | 24   | Bob Donham      | G/F      | Estados Unidos | Boston Celtics         | Ohio State          |
| 3     | 25   | Dick Dickey     | G        | Estados Unidos | Baltimore Bullets      | NC State            |
| 3     | 28   | Alan Sawyer     | F        | Estados Unidos | Washington Capitols    | UCLA                |
| 3     | 31   | Art Burris      | F        | Estados Unidos | Fort Wayne Pistons     | Tennessee           |
| 3     | 32   | Chuck Mrazovich | F        | Estados Unidos | Indianapolis Olympians | Eastern Kentucky    |
| 4     | 40   | Tommy O'Keefe   | G        | Estados Unidos | Washington Capitols    | Georgetown          |
| 4     | 41   | Ken Murray      | G/F      | Estados Unidos | Chicago Stags          | St. Bonaventure     |
| 4     | 46   | Bud Grant       | F        | Estados Unidos | Minneapolis Lakers     | Minnesota           |
| 5     | 49   | Norm Mager      | F        | Estados Unidos | Baltimore Bullets      | CCNY                |
| 5     | 50   | Ike Borsavage   | F/C      | Estados Unidos | Philadelphia Warriors  | Temple              |
| 5     | 51   | Cal Christensen | F/C      | Estados Unidos | Tri-Cities Blackhawks  | Toledo              |
| 5     | 52   | Claude Overton  | G        | Estados Unidos | Washington Capitols    | East Central State  |
| 5     | 58   | Ed Beach        | F        | Estados Unidos | Minneapolis Lakers     | West Virginia       |
| 6     | 60   | Francis Mahoney | F        | Estados Unidos | Boston Celtics         | Brown               |
| 6     | 68   | Ralph O'Brien   | G        | Estados Unidos | Indianapolis Olympians | Butler              |
| 7     | 80   | Leon Blevins    | G        | Estados Unidos | Indianapolis Olympians | Arizona             |
| 7     | 82   | Joe Hutton      | G        | Estados Unidos | Minneapolis Lakers     | Hamline             |
| 8     | 89   | George King     | G        | Estados Unidos | Chicago Stags          | Morris Harvey       |
| 9     | 99   | Nate DeLong     | C        | Estados Unidos | Tri-Cities Blackhawks  | River Falls State   |
| 9     | 100  | Earl Lloyd      | F/C      | Estados Unidos | Washington Capitols    | West Virginia State |